# Poreč
Poreč (tiếng Latinh: Parens hoặc Parentium; tiếng Ý: Parenzo; tiếng Hy Lạp cổ: Πάρενθος, đã Latinh hoá: Párenthos) là một thành phố và đô thị trên bờ biển phía tây của bán đảo Istrian thuộc hạt Istria, Croatia. Thị trấn là nơi có địa điểm rất đáng chú ý, đó là Vương cung thánh đường Euphrasian có niên đại từ thế kỷ 6 đã được UNESCO công nhận là Di sản thế giới từ năm 1997.
Thị trấn này có lịch sử gần 2000 năm nằm xung quanh một bến cảng được bảo vệ bởi đảo nhỏ Sveti Nikola/San Nicola (Thánh Nicholas). Khu vực lịch sử của nó là nơi có 17.000 người, trong khi ngoại ô có 12.000 người. Khu vực đô thị có diện tích 142 kilômét vuông (55 dặm vuông Anh) với 37 kilômét (23 dặm) đường bờ biển từ sông Mirna gần Novigrad (Cittanova) tới Funtana và Vrsar (Orsera) ở phía nam. Kể từ những năm 1970, bờ biển Poreč và Rovinj lân cận là điểm đến du lịch được ghé thăm nhiều nhất ở Croatia.

## Lịch sử
Khu vực này đã có người định cư từ thời tiền sử. Trong thế kỷ thứ 2 trước Công nguyên, một lâu đài La Mã đã được xây dựng trên một bán đảo nhỏ với kích thước xấp xỉ 400 m × 200 m (1.312,34 ft × 656,17 ft) ở trung tâm thị trấn ngày nay. Dưới triều đại của hoàng đế Augustus vào thế kỷ 1 TCN, nó chính thức trở thành một thành phố và là một phần của thuộc địa La Mã Colonia Iulia Parentium.
Vào thế kỷ thứ 3, khu định cư có một cộng đồng Kitô giáo được tổ chức với một tổ hợp các tòa nhà thiêng liêng thời kỳ đầu Kitô giáo. Vương cung thánh đường sớm nhất chứa thi hài và được dành riêng cho Thánh Maurus của Parentium xuất hiện từ nửa sau thế kỷ thứ 4. Bức tranh sàn khảm trong nhà nguyện của nó ban đầu là một phần của một dinh thự La Mã lớn, vẫn được bảo tồn trong khu vườn của Vương cung thánh đường Euphrasian.
Với sự sụp đổ của Đế quốc La Mã năm 476, thị trấn đã trải qua nhiều nhà cai trị quyền lực khác nhau. Ban đầu nó được tổ chức bởi người Ostrogoth và sau năm 539 nó là một phần của Đế quốc Đông La Mã. Từ 788, nó được cai trị bởi người Francia. Một thời kỳ độc lập ngắn vào thế kỷ thứ 12 và sau đó nó được cai trị bởi Thượng phụ của Aquileia. Năm 1267, Parenzo trở thành thành phố Istrian đầu tiên được chọn, trở thành một phần của Cộng hòa Venezia kéo dài hơn 5 thế kỷ. Trong thời kỳ này, một số cung điện, quảng trường và các công trình tôn giáo theo phong cách Venezia đã được xây dựng. Năm 1354, thành phố đã bị người Genova phá hủy. Năm 1363, thị trấn đã được ban hành điều lệ trở thành một thành phố.
Dân số thành phố đã bị suy giảm bởi bệnh dịch hạch vào cuối thế kỷ 16 và đầu thế kỷ 17. Sau khi Cộng hòa Venezia sụp đổ, Parenzo đã thuộc chủ quyền của chế độ quân chủ Habsburg. Từ năm 1805 đến 1814, Parenzo là một phần của Vương quốc Ý của Napoléon và sau đó là các tỉnh Illyrian, trên danh nghĩa là một phần của Đệ Nhất Đế chế Pháp. Sau thời kỳ này, nó lại bị Habsburg sáp nhập, với chế độ quân chủ được tổ chức lại thành Đế quốc Áo. Năm 1844, một tuyến đường sắt sử dụng tàu hơi nước đã được thiết lập giữa Parenzo và Trieste. Sau năm 1918, nó trở thành một phần của Vương quốc Ý. Năm 1944, thành phố bị ném bom bởi Đồng Minh tổng cộng 34 lần, 75% thành phố bị thiệt hại nặng nề.
Năm 1947, hai năm sau Thế chiến thứ hai, thành phố bị Nam Tư chiếm đóng và được đổi thành Poreč. Những người Ý rời khỏi thành phố và thay thế bởi những người Slav từ các vùng khác nhau của Nam Tư. Từ năm 1945 đến năm 1991, Poreč là một thành phố của Croatia, sau đó là một phần của Cộng hòa Liên bang Xã hội chủ nghĩa Nam Tư. Năm 1991, Croatia trở thành một quốc gia độc lập. Ngày nay, tên tiếng Ý của thành phố (Parenzo) cũng được sử dụng như là một tên chính thức trong vài trường hợp.